# كاميلو ماتشادو
كاميلو ماتشادو (بالإسبانية: Camilo Machado)‏ هو لاعب كرة قدم كولومبي، ولد في 1 فبراير 1999 في سانتا مارتا في كولومبيا. لعب مع كيلمس.

## وصلات خارجية
- كاميلو ماتشادو على موقع قاعدة بيانات كرة القدم.إي يو (الإنجليزية)
- كاميلو ماتشادو على موقع Soccerway.com (الإنجليزية)